# Hersin Communal Cemetery Extension
Hersin Communal Cemetery Extension is een begraafplaats gelegen in de Franse plaats Hersin-Coupigny (Pas-de-Calais). De militaire graven worden onderhouden door de Commonwealth War Graves Commission.
De begraafplaats telt 230 geïdentificeerde graven waarvan 223 Gemenebest graven uit de Eerste Wereldoorlog and 7 overige graven uit de Eerste Wereldoorlog.